# Diagrama de Nolan

O Diagrama de Nolan, com o espectro linear tradicional na diagonal pontilhada

O Diagrama de Nolan ou Gráfico de Nolan é um diagrama político criado pelo psicólogo Bob Altemeyer, sob influência das ideias do sociólogo Theodor W. Adorno e popularizado e modificado pelo austro-libertarista norte-americano David Nolan, em 1969. O diagrama divide as orientações políticas humanas em dois vetores - liberdades econômicas e liberdades individuais - para produzir um plano cartesiano. Ele o criou para ilustrar a alegação de que o libertarianismo defende tanto as liberdades econômicas quanto as liberdades individuais, num contraste visual tanto com a esquerda quanto com a direita. De acordo com Nolan, a esquerda defende apenas as liberdades individuais, enquanto a direita conservadora defende apenas as liberdades econômicas.
Diferentemente da separação tradicional esquerda-direita e outras taxonomias políticas, o Diagrama de Nolan na sua forma original tem duas dimensões, com um eixo X horizontal chamado de "liberdade econômica" e um eixo Y vertical chamado "liberdade individual". Ele lembra um quadrado dividido em quatro quadrantes, com cada amostra da população atribuída a um dos quadrantes. Algumas versões apresentam um quinto quadrante central, em forma de losango, para indicar uma posição centrista.
Muitas variações do Diagrama de Nolan foram criadas, com algumas girando o gráfico 45 graus no sentido anti-horário para fazer com que a representação tradicional de esquerda-direita fique numa linha horizontal, conforme o espectro político tradicional.

## Desenvolvimento
David Nolan publicou a versão atual do diagrama num artigo chamado "The Case for a Libertarian Political Party" na edição de agosto de 1971 da revista The Individualist, publicação mensal da Sociedade Internacional para a Liberdade Individual International Society for Individual Liberty (ISIL). Em dezembro de 1971, Nolan participou da fundação do grupo que se tornaria o Partido Libertário dos EUA.

## Críticas
Fora da comunidade libertarista, tal diagrama é desconsiderado e não aceito. Brian Patrick Mitchell cita ao menos três razões para isso:
- A estrita separação da política social e econômica na qual o diagrama se baseou não se sustenta. Na política de imigração, por exemplo, tanto questões socioculturais quanto econômicas estão em jogo.[7]

- A visão de que a direita pode ser definida por sua aceitação da intervenção do Estado na esfera doméstica ("pouca liberdade pessoal") e a esquerda por sua rejeição é falsa. Nos EUA, e também em outros países, a direita explicitamente se opõe ao controle de armas, enquanto a esquerda defende.

- A definição libertarianista de liberdade como liberdade negativa não é aceita no geral, tornando o gráfico tendencioso. Especialmente a esquerda tende a enfatizar noções de liberdade positiva (por exemplo, a liberdade de querer) como fundamentais para a complexa definição de liberdade.

Críticas semelhantes, e feitas por uma perspectiva libertarianista, são feitas por Jacob Huebert, que acrescenta que a separação entre liberdade pessoal e econômica é insustentável quando se considera os direitos de prostituição e de comércio ilegal de drogas: adotar qualquer profissão é uma decisão pessoal e também econômica. Além disso, Huebert observa que não está claro onde se encontra, no gráfico de Nolan, a oposição libertarianista à guerra.